# Invariante de curvatura (relatividade geral)
Na relatividade geral, invariantes de curvatura são um conjunto de escalares formados a partir dos tensores de Riemann, Weyl e Ricci - que representam curvatura, daí o nome, - e, possivelmente, as operações sobre eles como a contração, diferenciação covariante e dualização.